# 작은등줄무늬뒤쥐
작은등줄무늬뒤쥐(Sorex bedfordiae)는 땃쥐과에 속하는 포유류의 일종이다. 중국과 미얀마, 네팔에서 발견된다.